# Bortre Tölö
Bortre Tölö (finska: Taka-Töölö) är ett av fem distrikt i Södra stordistriktet, och samtidigt en stadsdel, i Helsingfors stad.
I Bortre Tölö finns bland annat Helsingfors Olympiastadion och i närheten av Olympiastadion flera sportanläggningar, bland andra Helsingfors ishall, fotbollsstadion och Simstadion. Också Nationaloperan finns i Bortre Tölö vid Tölöviken. I Sibeliusparken finns Sibeliusmonumentet.
I Bortre Tölö verkar svenskspråkiga Tölö gymnasium i samma byggnad vid Tölö torg som dess företrädare Tölö specialiseringsgymnasium, Lönnbeckska gymnasiet och Nya svenska samskolan (Lönkan). Bredvid Sibeliusparken verkade tidigare läroverket Tölö svenska samskola (Zillen) 1928–1975. Den svenskspråkiga folkskolan Topeliusskolan vid Topeliusgatan invigdes 1917 på Zacharias Topelius födelsedag.
I området finns också det lilla caféet Café Regatta.
Grannstadsdelen Främre Tölö byggdes något tidigare än Bortre Tölö. 90 % av byggnadsbeståndet i Bortre Tölö har byggts före 1960-talet och det finns 35 hektar park i stadsdelen.[källa behövs]

## Bilder

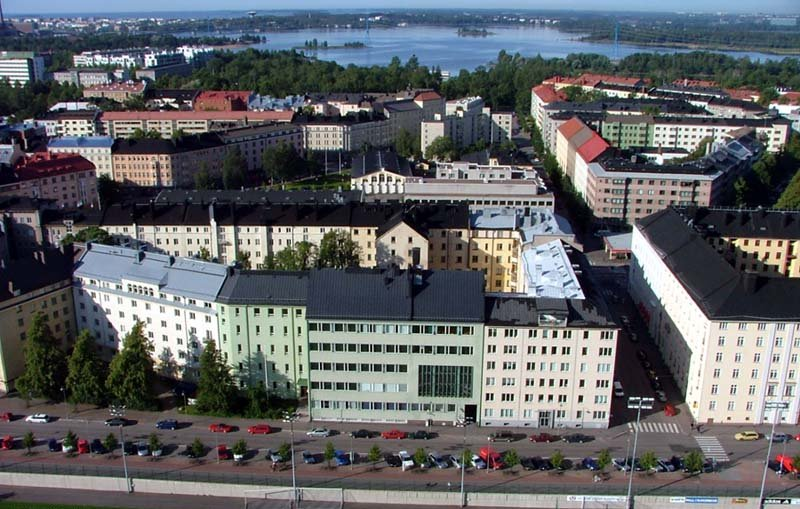
Tölö sett från Stadiontornet
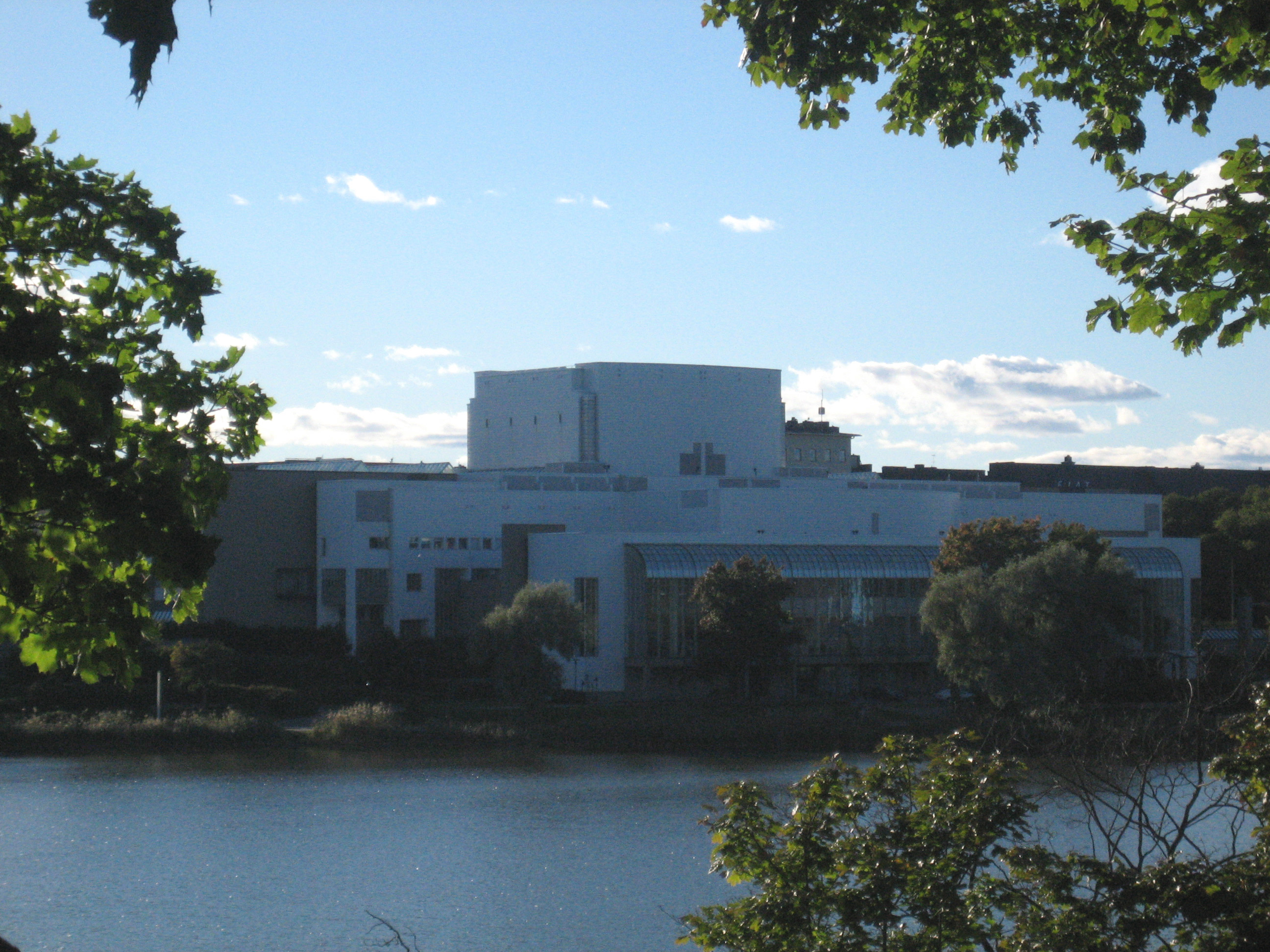
Nationaloperan
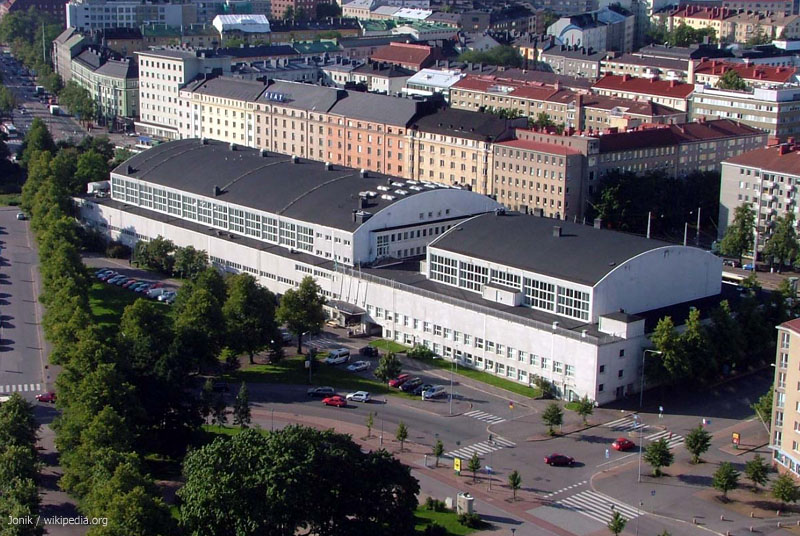
Tölö sporthall
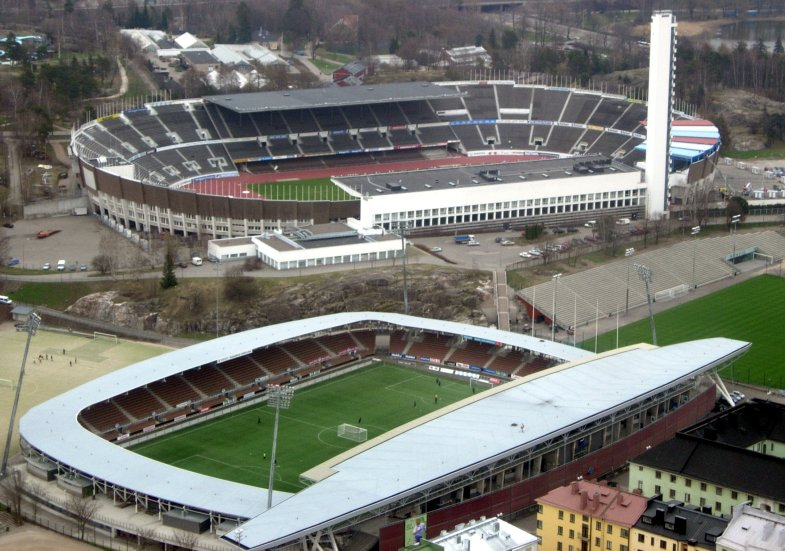
Fotbollsstadion och Olympiastadion
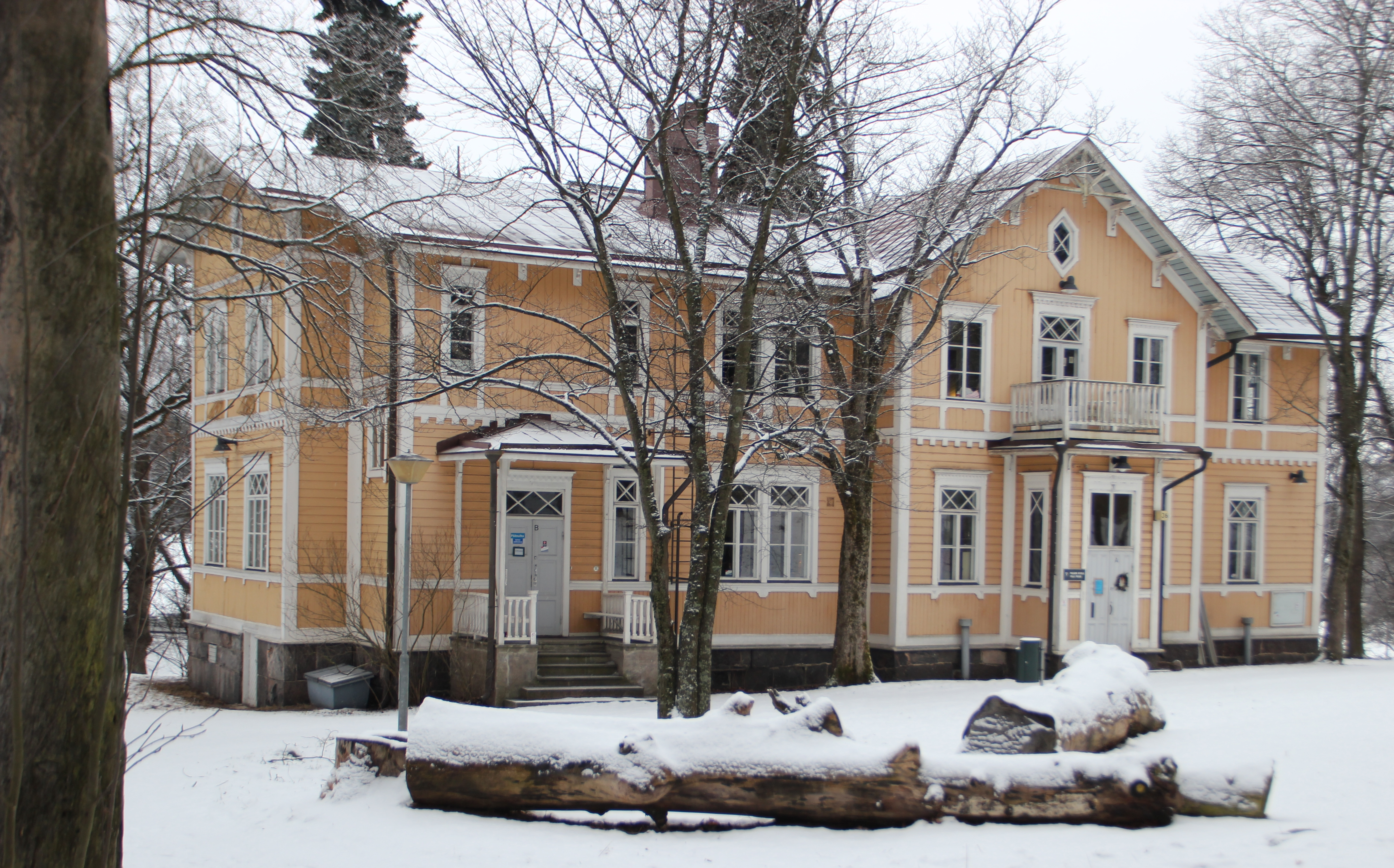
Villa Humlevik
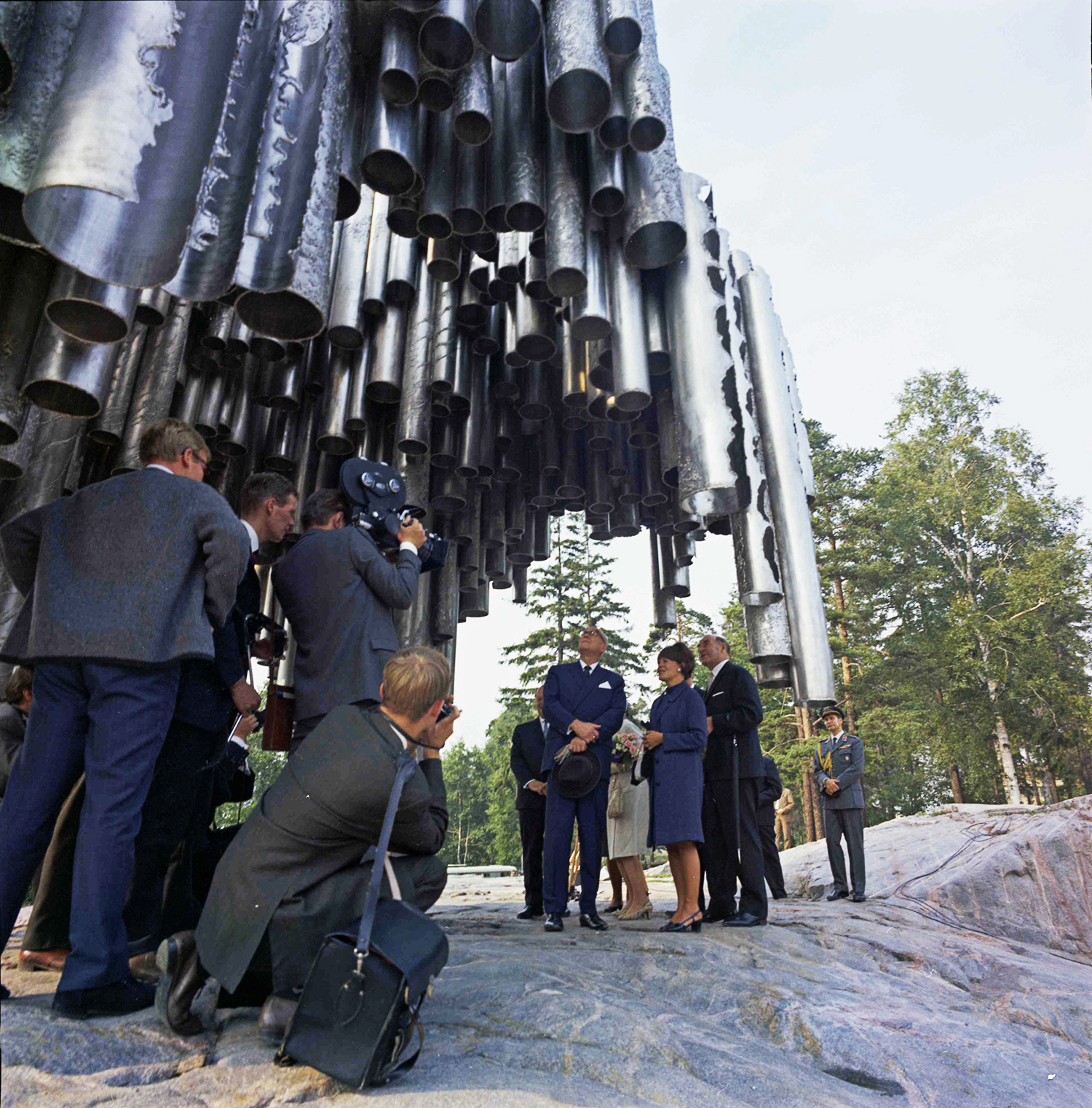
Sibeliusmonumentet
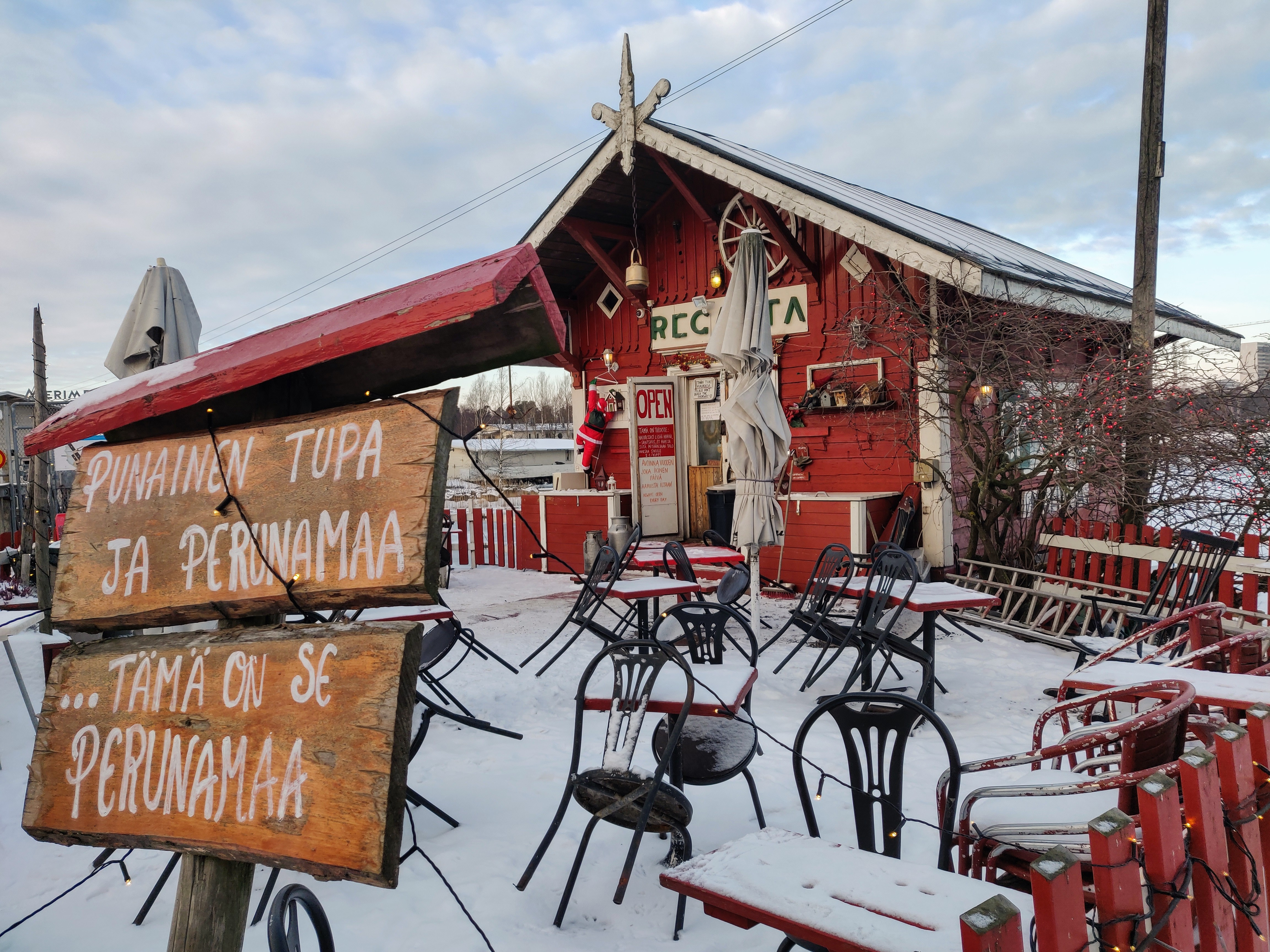
Café Regatta